# División de Higgins

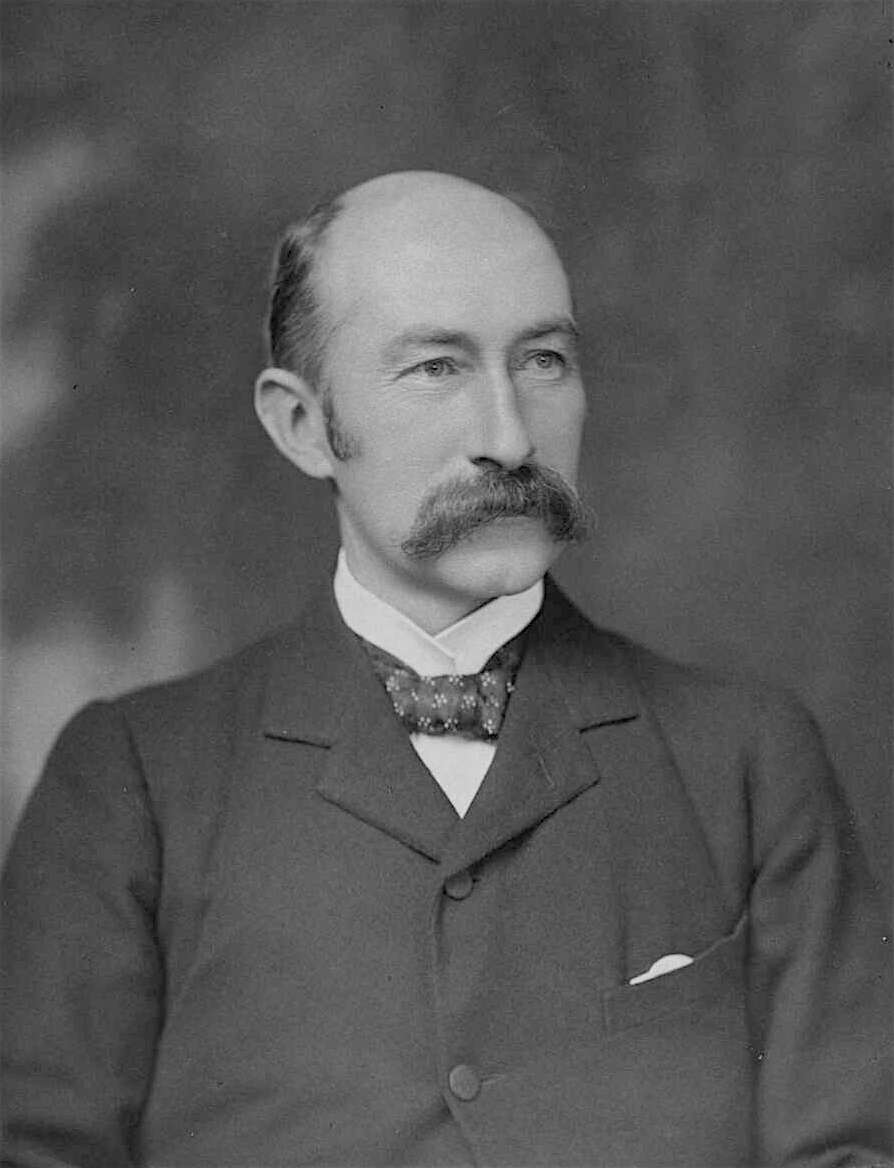
H.B. Higgins

La División de Higgins es un distrito federal electoral en los suburbios del sureste de Melbourne, estado de Victoria (Australia). La circunscripción electoral fue creada en 1949. Lleva el nombre de Henry Bournes Higgins, que fue juez del Tribunal Superior de Australia. Los principales barrios incluidos son Armadale, Ashburton, Carnegie, Glen Iris, Kooyong, Malvern, Malvern East, Murrumbeena, Prahran y Toorak; junto con partes de Camberwell, Ormond y South Yarra. Higgins fue ganado por el Partido Liberal por un margen de solo el 3,9 % sobre el Partido Laborista en las elecciones de 2019, el resultado más disputado en la historia del escaño. Aunque históricamente fue considerada Higgins como un escaño asegurado para el Partido Liberal, la tendencia se alteró en las últimas elecciones federales de 2022, ganando el Partido Laborista.
Es el único distrito electoral federal australiano que ha tenido dos ex primeros ministros de Australia como miembros del Parlamento: Harold Holt y Sir John Gorton. De 1996 a 2007, Peter Costello fue Tesorero de Australia y Líder Adjunto del Partido Liberal.
En junio de 2021, la AEC anunció que la división electoral incluiría la localidad de Windsor en las siguientes elecciones federales, pero que parte del suburbio de Glen Iris y el suburbio de Hughesdale se transferirían a la División de Kooyong y la División de Hotham, respectivamente.
Higgins es un electorado en gran parte white-collar worker. Según el censo de 2016, el 46,5% de los electores tienen una licenciatura, más del doble del promedio nacional.
El miembro actual de Higgins, desde las elecciones federales de 2022, es Michelle Ananda-Rajah, miembro del Partido Laborista Australiano y el primer miembro laborista en obtener el escaño en toda la historia.

## Geografía
Desde 1984, los límites de las divisiones electorales federales en Australia han sido determinados en redistribuciones por un comité de redistribución nombrado por la Comisión Electoral Australiana. Las redistribuciones ocurren para los límites de las divisiones en un estado en particular, y ocurren cada siete años, o antes si cambia el derecho de representación de un estado o cuando las divisiones de un estado están mal distribuidas.

## Historia
La división fue creada en 1949. Al igual que otros escaños en el interior del este de Melbourne, Higgins había sido históricamente un bastión para el Partido Liberal. Fue considerado un "asiento de liderazgo", en parte porque los dos primeros miembros del asiento, Harold Holt y Sir John Gorton, fueron Primeros Ministros de Australia en el período comprendido entre 1966 y 1971.
Más recientemente, el escaño fue ocupado por el Tesorero más antiguo de Australia y exlíder adjunto del Partido Liberal, Peter Costello, quien fue miembro destacado del gobierno de Howard. Costello renunció al escaño el 19 de octubre de 2009, y fue sucedido en la elección parcial por Kelly O'Dwyer, quien se convertiría en ministro en los gobiernos de Abbott y Turnbull.
O'Dwyer se retiró en 2019. En esa elección, el Partido Laborista estuvo razonablemente cerca de ganar este escaño por primera vez en la historia, con su voto preferido bipartidista más alto en la historia del escaño (46.12%). La candidata liberal Katie Allen, sin embargo, rechazó un desafío de la abogada Fiona McLeod, a pesar de sufrir un cambio del 6,0 %, lo que hizo que Higgins fuera marginal contra el Partido Laborista por primera vez en la historia. Allen se convirtió en la primera candidata liberal en no alcanzar una mayoría absoluta en el primer recuento. El candidato de alto perfil de los Verdes y exfutbolista australiano Jason Ball también disputó el escaño, recibiendo casi una cuarta parte de los votos.
En las elecciones de 2022, el Partido Laborista ocupó el escaño por primera vez. Mientras que Allen lideró a la retadora laborista Michelle Ananda-Rajah durante la mayor parte de la noche, en el séptimo conteo las preferencias del candidato verde fluyeron abrumadoramente hacia Ananda-Rajah, permitiendo que Ananda-Rajah ganara con un giro del 4,7 %.
Higgins es la única división que ha sido ocupada por dos primeros ministros. Esto ocurrió cuando Holt desapareció mientras era Primer Ministro, y el entonces senador Gorton usó la elección parcial subsiguiente para transferirse a la Cámara. Antes de 2022, solo ha estado fuera de las manos liberales durante ocho meses en su existencia, cuando Gorton se convirtió en independiente para protestar contra el hecho de que Malcolm Fraser se convirtiera en líder liberal.
El asiento es uno de los pocos que han producido dos tesoreros federales; Holt y Costello sirvieron como tesoreros durante sus respectivos mandatos en Higgins. Otro miembro, Kelly O'Dwyer tuvo un período como Tesorero Asistente.

## Epónimo
La división lleva el nombre del juez Henry Bournes Higgins (1851-1929), que fue miembro de la Asamblea Legislativa de Victoria (1894) y presidente del Carlton Football Club (1904). Fue miembro fundador de la Cámara de Representantes de Australia, sirviendo como miembro proteccionista para la División de Melbourne Norte y fue el Fiscal General en el gobierno de Watson (1904). Se convirtió en Juez de la Corte Suprema de Australia (1906-1929).

## Representantes electos
| Imagen       | Nombre                        | Partido                                      | Periodo                                           | Notas |
| ------------ | ----------------------------- | -------------------------------------------- | ------------------------------------------------- | --- |
|              | Harold Holt (1908–1967)       | Liberal                                      | 10 de diciembre de 1949 – 19 de diciembre de 1967 | Anteriormente ocupó la División de Fawkner. Sirvió como ministro y tesorero en el Gobierno de Menzies. Fue Primer Ministro de 1966 a 1967. Murió desempeñando el cargo.        |
|              | John Gorton (1911–2002)       | Liberal                                      | 24 de febrero de 1968 – 23 de mayo de 1975        | Anteriormente fue miembro del Senado. Fue Primer Ministro de 1968 a 1971. Se desempeñó como ministro bajo McMahon. No compitió en 1975. No logró ganar un escaño en el Senado. |
| Independente | John Gorton (1911–2002)       | 23 de mayo de 1975 – 11 de noviembre de 1975 |                                                   | Anteriormente fue miembro del Senado. Fue Primer Ministro de 1968 a 1971. Se desempeñó como ministro bajo McMahon. No compitió en 1975. No logró ganar un escaño en el Senado. |
|              | Roger Shipton (1936–1998)     | Liberal                                      | 13 de diciembre de 1975 – 19 de febrero de 1990   | Preselección perdida y retirada. |
|              | Peter Costello (1957–)        | Liberal                                      | 24 de marzo de 1990 – 19 de octubre de 2009       | Sirvió como ministro bajo Howard. Renunció al retirarse de la política. |
|              | Kelly O'Dwyer (1977–)         | Liberal                                      | 5 de diciembre de 2009 – 11 de abril de 2019      | Sirvió como ministra bajo Turnbull y Morrison. Retirada. |
|              | Katie Allen (1966–)           | Liberal                                      | 18 de mayo de 2019 – 21 de mayo de 2022           | Perdió el escaño. |
|              | Michelle Ananda-Rajah (1972–) | Laborista                                    | 21 de mayo de 2022 – presente                     | Titular actual. |